# Cuộc chiến giá cả
Cuộc chiến giá cả hay chiến tranh giá cả là "cạnh tranh thương mại được đặc trưng bởi việc cắt giảm giá nhiều lần so với giá của các đối thủ cạnh tranh". Một khi một đối thủ cạnh tranh giảm giá của họ, sau đó những người khác cũng sẽ giảm giá của họ để phù hợp. Nếu một trong số họ giảm giá một lần nữa, một đợt giảm mới sẽ bắt đầu. Trong ngắn hạn, cuộc chiến giá cả có lợi với người mua, những người có thể tận dụng lợi thế của giá thấp hơn. Thông thường, sẽ không tốt cho các công ty có liên quan vì giá thấp hơn sẽ giảm biên lợi nhuận và có thể đe dọa sự tồn tại của họ.
Trong trung hạn và dài hạn, cuộc chiến giá cả có thể có lợi đối với các công ty thống trị trong ngành. Thông thường, các công ty nhỏ hơn, cận biên hơn không thể cạnh tranh và buộc phải đóng cửa. Các công ty còn lại tiếp thu thị phần của những công ty đã đóng cửa trước đó. Sau đó, những người thua cuộc thực sự là các công ty cận biên và nhà đầu tư của họ. Trong dài hạn, người tiêu dùng cũng có thể bị thiệt. Với ít công ty hơn trong ngành, giá cả thường có xu hướng tăng lên, đôi khi cao hơn so với trước khi cuộc chiến giá cả bắt đầu.

## Nguyên nhân
Những nguyên nhân chính khiến cuộc chiến giá cả xảy ra là:
- Khác biệt hóa sản phẩm: Một số sản phẩm, hoặc ít nhất được coi là hàng hóa. Bởi vì có quá ít sự lựa chọn giữa các thương hiệu, giá cả là nhân tố cạnh tranh chính.
- Định giá thâm nhập: Nếu một thương gia đang cố gắng thâm nhập vào một thị trường đã có tên tuổi, họ có thể đưa ra mức giá thấp hơn so với các thương hiệu hiện có.
- Độc quyền nhóm: Nếu cấu trúc ngành là độc quyền (nghĩa là, có ít đối thủ cạnh tranh lớn), các bên tham gia sẽ giám sát chặt chẽ giá cả của nhau và chuẩn bị sẵn sàng để đối phó với bất kỳ đợt giảm giá nào.
- Phá sản: Các công ty gần phá sản có thể bị ép buộc giảm giá của họ để tăng số lượng bán và do đó cung cấp đủ thanh khoản để tồn tại.
- Định giá để bán phá giá: Một thương gia với số dư ngân hàng lành mạnh có thể cố tình định giá các sản phẩm mới hoặc sản phẩm hiện có nhằm mục đích lật đổ các thương gia hiện có trên thị trường đó.
- Đối thủ cạnh tranh: Một đối thủ cạnh tranh có thể nhắm mục tiêu vào một sản phẩm và cố gắng giành thị phần bằng cách bán sản phẩm thay thế của họ với giá thấp hơn. Một số tranh luận cho rằng sẽ tốt hơn khi giới thiệu một thương hiệu đối thủ mới thay vì cố gắng phù hợp với giá của những thương hiệu đã có trên thị trường.

## Phản ứng với những thách thức về giá
Phản ứng đầu tiên đối với việc giảm giá phải luôn xem xét những điều sau:
Liệu đối thủ cạnh tranh đã quyết định giảm giá trong dài hạn chưa hay đây chỉ là một chương trình khuyến mại ngắn hạn?
Nếu đối thủ cạnh tranh đã thực hiện một chương trình khuyến mại ngắn hạn, phản ứng lý tưởng là theo dõi sự thay đổi giá của đối thủ cạnh tranh và giữ nguyên giá của doanh nghiệp. Cuộc chiến giá cả thường bắt đầu khi các hoạt động khuyến mại đơn giản bị hiểu nhầm thành những thay đổi chiến lược lớn.
Nếu đối thủ cạnh tranh đang thực hiện thay đổi giá trong dài hạn, những phản ứng sau có thể phù hợp:
- Giảm giá: Phản ứng rõ ràng nhất và phổ biến nhất là phù hợp với động thái của đối thủ cạnh tranh. Điều này duy trì hiện trạng (nhưng làm giảm lợi nhuận theo tỷ lệ). Nếu con đường này được chọn, nó cũng là để thực hiện nhanh chóng và rõ ràng - không cần thiết gửi tín hiệu cho đối thủ về ý định chiến đấu.
- Duy trì giá cả: Một phản ứng khác là hy vọng rằng đối thủ cạnh tranh phạm phải sai lầm, nhưng nếu hành động của đối thủ cạnh tranh xâm nhập vào thị phần của người bán, điều này có thể sớm có nghĩa là khách hàng mất niềm tin và sau đó là giảm doanh số.
- Chia tách thị trường: Chia một sản phẩm thành hai, bán một sản phẩm cao cấp và một sản phẩm cơ bản. Chiến thuật hiệu quả này đã được Heublein, chủ sở hữu cũ của thương hiệu rượu vodka Smirnoff sử dụng.
- Phản ứng bằng các biện pháp khác - Giảm giá không phải là vũ khí duy nhất. Các chiến thuật khác có thể được sử dụng để mang lại hiệu quả lớn: cải thiện chất lượng, tăng quảng cáo (có lẽ để cải thiện ý tưởng về chất lượng).

### Ảnh hưởng của cuộc chiến giá cả
Những nghiên cứu thực nghiệm cho thấy rằng cuộc chiến giá cả có thể gây tổn hại đáng kể tới những công ty đang thực hiện hành vi như vậy. Cuộc chiến giá cả có thể khiến các công ty phải chịu tổn thất về lợi nhuận biên, vốn chủ sở hữu khách hàng, khả năng đổi mới và những ngành đánh mất lợi thế cạnh tranh của họ. Những nạn nhân của cuộc chiến giá cả có thể bị hạ thấp thành những mặt hàng thay thế, và thậm chí phá sản. Bên cạnh đó, không chỉ những công ty tham gia vào cuộc chiến giá cả là bên duy nhất bị ảnh hưởng, mà các cổ đông khác như nhà cung cấp, kênh phân phối và nhà đầu tư có liên quan đến chuỗi sản xuất và quy trình bán hàng cũng bị ảnh hưởng. Điều này dẫn tới sự xói mòn lợi nhuận trong ngắn hạn, cũng như hình ảnh và danh tiếng của công ty bị tổn hại trong lâu dài. Cuộc chiến giá cả đã thâm nhập vào tất cả các loại thị trường và doanh nghiệp. Nhìn chung, xã hội có thể bị phân bổ nguồn lực kém hiệu quả hơn vì các nguồn lực đổ vào cuộc chiến giá cả khi tham gia có thể được phân bổ ở nơi khác. Trong ngắn hạn, các khách hàng dường như được hưởng lợi từ việc hạ giá trong cuộc chiến giá cả. Về lâu dài, người tiêu dùng có khả năng hình thành giá tham chiếu không thực tế và đối mặt với các sản phẩm chất lượng kém tối ưu hơn.